# 三翁昔話
三翁昔話（さんおうせきご）は遠野南部家（八戸家）の家臣新田政箇（のち、政父）の編集による、八戸（遠野）南部家の歴史書

## 概要
「三翁」は政箇の祖父の新田喜政、福田与珍、宇夫方寂怡（広隆）の「三人の翁」を指していて、内容は根城（八戸）南部氏初代実長から22代与六郎直栄までの事跡をまとめ、巻1～4の4巻に構成した本編と、本編に収録できなかった文書、記録、伝承や22代義長以後の事跡を18巻の資料集に集約した後編から成る。
本書の完成はあとがき・後編序文によると、本編が明和8年（1771年）10月、後編は翌年の安永元年（1772年）にまとめられた。
「三翁昔話」原本は、本編・後編ともに東京大学史料編纂所の所蔵となっている。